# Freddie Mac
Federal Home Loan Mortgage Corporation (FHLMC) eller Freddie Mac er et amerikansk realkreditinstitut. Virksomheden er børsnoteret og sponsoreret af den amerikanske stat. Den har hovedkvarter i Tysons, Virginia. FHLMC blev etableret i 1970 for at udvide markedet for realkreditlån i USA. Sammen med Federal National Mortgage Association (Fannie Mae) udsteder Freddie Mac realkreditlån til de amerikanske boligkøbere. FHLMC's samlede aktiver i ejendomslån udgør 3,2 billioner amerikanske dollar.